# 7 BR Ret. Camp.
Il cannone da 7 BR Ret. Camp., poi denominato cannone da 75B Camp., fu un pezzo d'artiglieria in dotazione all'artiglieria da campagna del Regio Esercito italiano, adottato nel 1874 ed impiegato fino ai primi anni del '900. La denominazione di 7 BR Ret. indicava, secondo il sistema di classificazione allora in uso, il calibro approssimativo in centimetri, le caratteristiche della canna in bronzo (B) rigata (R) ed il sistema di caricamento a retrocarica (Ret.), mentre quella posteriore 75B indicava il calibro in millimetri ed il materiale della canna. Nel 1881, con l'adozione del pari calibro pezzo da montagna, per distinguere il pezzo venne aggiunta l'abbreviazione Camp.. Venne sostituito nel 1901 dal cannone da 75A della Krupp.

## Tecnica
- granata da 75: corpo bomba in ghisa, carica in tritolo fuso, peso: 4,28 kg
- shrapnel da 75: corpo bomba in ghisa, 102-109 pallette in piombo-antimonio, peso: 4,2 kg
- scatola a mitraglia: contenitore in zinco, 61 pallette in ferro, peso: 4,2 kg

Il 75B Camp., leggero e maneggevole, era un cannone a retrocarica ad affusto rigido. L'affusto a ruote, con carreggiata di soli 1,36 metri, era in legno ed acciaio, a coda unica. L'elevazione, da -10° a +20°, veniva aumentata fino a 40° interrando la coda d'affusto per ottenere la massima gittata di 5400 metri. La canna della bocca da fuoco era in bronzo a 12 righe, pesante 298 chilogrammi e lunga 1780 millimetri. L'otturatore, del tipo Krupp modificato, era costituito da un cuneo d'acciaio e da un anello plastico ed era progettato per l'utilizzo di cartocci a sacchetto e proiettile separato. Le granate e gli shrapnel erano dotati di 4 corone di forzamento in rame, che venivano lubrificate con sego. La carica di lancio era unica, in sacchetto da 300 grammi. L'innesco avveniva tramite cannello inserito nel focone. Gli organi di mira ad alzo erano posto sul lato sinistro della canna.
Per il traino il pezzo veniva agganciato ad apposito avantreno portamunizioni. Il complesso così ottenuto, pesante 1,2 tonnellate, veniva trainato da due pariglie di cavalli. Il pezzo era operato da solo 5 serventi.